# كريس بافوني
كريس بافوني (بالإنجليزية: Chris Pavone)‏ (23 يوليو 1968، نيويورك في الولايات المتحدة)؛ روائي أمريكي. درس في جامعة كورنيل.